# Handball-Bayernliga 1980/81
Die Saison 1980/81 der Handball-Bayernliga war die dreiundzwanzigste Spielzeit der höchsten bayerischen Handballliga, die unter dem Dach des „Bayerischen Handballverbandes“ (BHV) organisiert wurde und zugleich die letzte Saison, in der die Bayernliga an einer dritthöchsten Spielklasse im deutschen Ligensystem teilnahm. Seit Einführung der 2. Handball-Bundesliga 1981/82 wird die Bayernliga hinter der Regionalliga als vierthöchste Liga geführt.

## Saisonverlauf
Die Meisterschaft gewann der TSV 1860 Ansbach und Vizemeister wurde der Post SV Regensburg. Damit waren auch beide Teams für die Regionalliga Süd 1981/82 qualifiziert. Die Absteiger waren der VfL Wunsiedel und TSV 1861 Zirndorf.

### Modus
Es wurde eine Hin- und Rückrunde gespielt. Platz eins war der Bayerische Meister. Platz eins und zwei waren die Aufsteiger in die Regionalliga Süd 1981/82. Die Plätze neun und zehn mussten als Absteiger den Weg in die Verbandsliga 1981/82 antreten.

## Teilnehmer
An der Bayernliga 1980/81 nahmen 10 Mannschaften teil. Neu in der Liga waren der ASV 1863 Cham und der VfL Wunsiedel, beides Aufsteiger aus der Verbandsliga Bayern. Nicht mehr dabei waren der Aufsteiger MTSV Schwabing und die Absteiger TG 1848 Würzburg und HSC Bad Neustadt aus der Vorsaison.

### Abschlusstabelle

Bereich des „Bayerischen Handballverbandes“ (BHV)

Saison 1980/81 
|     | Mannschaft             | Spiele | Punkte |
| --- | ---------------------- | ------ | ------ |
| 1.  | TSV 1860 Ansbach       | 18     | 26:10  |
| 2.  | Post SV Regensburg     | 18     | 21:15  |
| 3.  | TSV Aichach            | 18     | 19:17  |
| 4.  | ASV 1863 Cham (N)      | 18     | 18:18  |
| 5.  | TSV 1846 Lohr          | 18     | 18:18  |
| 6.  | TV 1848 Erlangen       | 18     | 17:19  |
| 7.  | FC Augsburg (Handball) | 18     | 17:19  |
| 8.  | TSV 1863 Marktoberdorf | 18     | 16:20  |
| 9.  | VfL Wunsiedel (N)      | 18     | 14:22  |
| 10. | TSV 1861 Zirndorf      | 18     | 14:22  |

(N) = Neu in der Liga (Aufsteiger)

 Meister und Aufsteiger zur Regionalliga Süd 1981/82 
 Aufsteiger zur Handball-Regionalliga Süd 1981/82
 „Für die Bayernliga 1981/82 qualifiziert“ 
  „Absteiger“ in die Landesliga 1981/82

## Handball-Bayernliga (Frauen) 1980/81
- Bayerischer Meister TSV Pyrbaum
- Regionalliga-Aufsteiger TSV Pyrbaum